# 张奥凯
张奥凯（2000年2月18日—），中国足球运动员，司职中场。现效力于中超球队石家庄永昌，被租借至中乙球队江西青年黑马。

## 姓名来由
张奥凯原名张OK。其父解释希望张OK好好做人、做事，他说：“我们是农村的，也没什么文化，给娃取名字的时候就是为了图方便，索性就叫OK了。我的想法很简单，希望儿子能够顺顺利利，方方面面都OK。当然，这个名字其实对娃也是自我约束，如果他在哪方面没有做好，人家自然会对他的名字产生质疑，原来你叫OK其实并不OK。”但因上户口的时候违反了《姓名登记条例》，才改成了谐音“张奥凯”。

## 俱乐部生涯
2011年底，陕西大秦足球俱乐部成立，张奥凯加入梯队，但俱乐部很快解散。2012年，张奥凯入读恒大足校，并于2013年5月入选第一批赴西班牙皇马青训营梯队。由于表现出色，他被破格提拔到恒大U15征战广东男足乙组联赛并顺利夺冠。2016年7月，张奥凯二次转会期间入选一线队，并在赛季末随队夺得首个中超冠军。
2016年10月30日中超联赛第30轮主场对阵山东鲁能泰山的比赛中，张奥凯入替队长郑智，首次在中超联赛亮相並戴上队长袖章，时年十六岁零八个月。
2017年，张奥凯转会至西甲球队西班牙人，在青年队效力。2019赛季，他被租借至西丙聯賽第5组的奥尔塔，并于2020年2月2日第22轮的比赛中替补上场，是他自中超后首次在成年队正式比赛中出场。7月底，他被租借至中超球队石家庄永昌。
2021年，张奥凯自由身加盟石家庄永昌，但没有出场机会。他在2022赛季被租借至中乙球队江西青年黑马，并于第4轮1比2珠海琴澳的比赛中在禁区线远射破门，收获个人职业生涯首球。